# Callao (linea B metropolitana di Buenos Aires)
Callao è una stazione della linea B della metropolitana di Buenos Aires. È situata sotto avenida Corrientes, al confine tra i quartieri di Balvanera e San Nicolás e rende il nome dalla vicina Avenida Callao.
Non è da confondere con l'omonima stazione della linea D e la futura omonima stazione della futura linea G.

## Storia
La stazione venne inaugurata il 17 ottobre 1930, con il primo tratto della linea, e funse da capolinea fino al 22 giugno 1931, quando la linea venne prolungata fino alla stazione di Carlos Pellegrini.
Nel 1996 divenne la seconda stazione della metropolitana di Buenos Aires ad essere completamente ristrutturata e ammodernata.

## Interscambi
Nelle vicinanze della stazione effettuano fermata diverse linee di autobus urbani ed interurbani.
- Fermata autobus

## Servizi
La stazione dispone di:
- Biglietteria a sportello
- Biglietteria automatica